# Lombardei-Rundfahrt 2023
Die Lombardei-Rundfahrt 2023 war die 117. Austragung des italienischen Eintagesrennens. Das Rennen fand am 7. Oktober statt und war Teil der UCI WorldTour 2023. Die Lombardei-Rundfahrt gehört wie Mailand–Sanremo, Paris–Roubaix, die Flandern-Rundfahrt und Lüttich–Bastogne–Lüttich zu den Monumenten des Radsports.
Den Sieg sicherte sich der Slowene Tadej Pogačar (UAE Team Emirates) der das Ziel als Solist mit 52 Sekunden Vorsprung erreichte, nachdem er sich in der Abfahrt des Passo di Ganda rund 30 Kilometer vor dem Ziel von der Spitzengruppe abgesetzt hatte. Im Sprint um den zweiten Platz setzte sich Andrea Bagioli (Soudal Quick-Step) vor Primož Roglič (Jumbo-Visma) durch.

## Teilnehmende Mannschaften und Fahrer
Neben den 18 UCI WorldTeams gingen auch 7 UCI ProTeams bei dem Rennen an den Start. Für jedes Team waren sieben Fahrer startberechtigt, wobei die Mannschaft Lidl-Trek nur sechs Fahrer entsandte. Von den 175 Startern erreichten 122 das Ziel.
Mit dem Vorjahressieger Tadej Pogačar (UAE Team Emirates), Jakob Fuglsang (Israel-Premier Tech), Bauke Mollema (Lidl-Trek), Thibaut Pinot (Groupama-FDJ) und Esteban Chaves (EF Education-EasyPost) nahmen fünf ehemalige Sieger des Rennens an der 117. Austragung teil.
Mit Tadej Pogačar, Adam Yates (beide UAE Team Emirates), Primož Roglič (Jumbo-Visma), Remco Evenepoel, Ilan van Wilder (beide Soudal Quick-Step), Enric Mas (Movistar), Richard Carapaz, Ben Healy (beide EF Education-EasyPost), Mikel Landa, Santiago Buitrago (beide Bahrain Victorious), Simon Yates (Jayco AlUla), Carlos Rodriguez, Pavel Sivakov (beide Ineos Grenadiers), Jai Hindley, Alexander Wlassow, Sergio Higuita (alle Bora-hansgrohe), Ben O’Connor, Felix Gall (beide AG2R Citroën), Michael Woods (Israel-Premier Tech), Romain Bardet (DSM-Firmenich), Thibaut Pinot (Groupama-FDJ), Guillaume Martin und Ion Izagirre (beide Cofidis) standen mehrere bekannte Fahrer am Start des letzten Monuments.

## Streckenführung
Die 117. Austragung der Lombardei-Rundfahrt führte von Como über 238 Kilometer nach Bergamo und wurde auf der identen Strecke wie im Jahr 2021 ausgetragen. Unmittelbar nach dem Start führte die Strecke ins Triangolo Lariano, ehe es über Lecco in die Bergamasker-Alpen ging, wo der Großteil der sieben Anstiege zu finden war. Im Finale wurde zunächst der Passo di Ganda befahren, ehe die kurze aber steile Rampe des Colle Aperto wenige Kilometer vor dem Ziel überquert wurde.
Der neutralisierte Start erfolgte vor dem Dom zu Como. Im Anschluss verließen die Fahrer den Startort über die Via Vittorio Emanuele II, ehe das Rennen nach 6,1 Kilometern auf der Via Pitagora bei Bernate freigegeben wurde. Nun führte die Strecke über Cantù und Castelmarte nach Asso, wo nach rund 30 Kilometern die Auffahrt zur Madonna del Ghisallo (755 m) erfolgte. Die anschließende Abfahrt führte die Fahrer nach Bellagio, zum nördlichsten Zipfel des Triangolo Lariano, bevor die Strecke entlang des Ufers des Comer Sees nach Lecco führte. Kurz nach Calolziocorte erfolgte ein kurzer Anstieg, ehe es nach Almenno San Bartolomeo ging, wo die Straße nach rund 90 Kilometern erneut zu steigen begann und nach Roncola (924 m) führte. Nachdem das Ortsgebiet von Roncola erreicht worden war, folgte ein längeres leicht ansteigendes Plateau, bevor die Abfahrt der SP22 und SP21 befahren wurde. Im Tal angekommen, bogen die Fahrer in Ponte Giurino Links ab und nahmen die flachere Auffahrt nach Berbenno in Angriff. Nach der anschließenden Abfahrt führte die Strecke über Zogno nach San Pellegrino Terme, wo der Anstieg auf die Zambla Alta begann, die mit einer Höhe von 1257 Metern den höchsten Punkt des Rennens darstellte. Der insgesamt 24 Kilometer lange Anstieg ließ sich jedoch in drei Abschnitte unterteilen. Nach elf Kilometern mit rund 7 % im Schnitt wurde der Passo della Crocetta (1051 m) erreicht, bevor ein rund zehn Kilometer langes Flachstück mit einer kurzen steileren Passage folgte. Auf den letzten 2,5 Kilometern lagen die Steigungsprozente im Durchschnitt erneut bei 7 %, wobei Rampen mit bis zu 10 % befahren werden mussten. Nachdem die Kuppe rund 60 Kilometer vor dem Ziel überquert worden war, folgte eine längere Abfahrt nach Ponte Nossa. Im Tal führte die Strecke nun leicht abschüssig entlang des Serio, ehe in Gazzaniga die Auffahrt auf den Passo di Ganda erfolgte.
Der Passo di Ganda stellte mit seiner Höhe von 1060 Metern die letzte größere Schwierigkeit des Rennens dar. Auf seiner Länge von 9,2 Kilometern wies er eine durchschnittliche Steigung von 7,3 % auf, wobei die letzten 2,5 Kilometer im Schnitt mit fast 10 % ansteigen und Rampen von bis zu 15 % aufweisen. Nachdem die Passhöhe 31,4 Kilometer vor dem Ziel überquert worden war, führte die Abfahrt über Selvino nach Nembro, ehe ein rund zehn Kilometer langes Flachstück folgte, das die Fahrer nach Bergamo leitete. Der letzte kurze, aber steile Anstieg, der Colle Aperto, führte über eine eng Kopfsteinpflasterstraße durch das San Lorenzo Tor in die Oberstadt (Città Alta). Die letzten drei Kilometer führten bergab entlang der Stadtmauer durch das Sant’ Agostino Tor in die Unterstadt (Città Bassa), wo das Ziel auf der Viale Roma auf Höhe der Porta Nuova lag.
| # |                      | Kilometer | Höhe (m) | Läng (km) | Ø Steigung | max. Steigung |
| - | -------------------- | --------- | -------- | --------- | ---------- | ------------- |
| 1 | Madonna del Ghisallo | 38,3      | 755      | 9,9       | 3,8 %      | 10 %          |
| 2 | Roncola              | 102,9     | 924      | 9,4       | 6,6 %      | 17 %          |
| 3 | Berbenno             | 129       | 705      | 6,8       | 4,6 %      | 8 %           |
| 4 | Passo della Crocetta | 161,9     | 1051     | 11        | 6,2 %      | 11 %          |
| 5 | Zambla Alta          | 174,7     | 1257     | 2,5       | 7 %        | 10 %          |
| 6 | Passo di Ganda       | 206,6     | 1060     | 9,2       | 7,3 %      | 15 %          |
| 7 | Colle Aperto         | 234,8     | 371      | 1,3       | 7,9 %      | 12 %          |
|   | Ziel                 | 238       |          |           |            |               |

## Rennverlauf und Ergebnis
Frühe Rennphase
Unmittelbar nach dem offiziellen Start kam es zu den ersten Angriffen im Hauptfeld, wobei sich zwei Gruppen entscheidend absetzen konnten. Nach rund 20 Kilometern kam es im Peloton zu einem Sturz in den auch Remco Evenepoel (Soudal Quick-Step) involviert war. Während der Belgier das Rennen fortsetzen konnte, musste Sjoerd Bax (UAE Team Emirates), ein wichtiger Helfer von Tadej Pogačar, frühzeitig aufgeben. Kurz vor dem Anstieg zur Madonna del Ghisallo schloss Remco Evenepoel wieder zum Hauptfeld auf, während sich die beiden Ausreißergruppen zu einer gemeinsamen Fluchtgruppe zusammenschlossen. In dieser waren mit Simon Geschke (Cofidis), Samuele Battistella (Astana Qazaqstan), Tobias Bayer, Nicola Conci (beide Alpecin-Deceuninck), Nicolas Prodhomme (AG2R Citroën), Ben Swift (Ineos Grenadiers), Asbjørn Hellemose (Lidl-Trek), Nicolò Buratti (Bahrain Victorious), Thomas De Gendt (Lotto Dstny), Paul Ourselin (TotalEnergies), Mattia Bais (Eolo-Kometa), Kamil Małecki (Q36.5), Martin Marcellusi, Alex Tolio (beide Green Project-Bardiani CSF-Faizanè), Jacob Eriksson und Nils Brun (beide Tudor) 16 Fahrer vertreten.
Vor dem Anstieg nach Roncola betrug der Vorsprung der Ausreißer rund vier Minuten, wobei die Mannschaften EF Education-EasyPost und Jumbo-Visma die Tempoarbeit im Hauptfeld übernahmen. Im Anstieg nach Berbenno forcierte die Soudal Quick-Step Mannschaft das Tempo, wodurch der Vorsprung der Ausreißer auf rund zwei Minuten schmolz. Zudem wurde mit Enric Mas (Movistar) einer der Favoriten frühzeitig angehängt. Der Spanier gab das Rennen in weiterer Folge auf.
Erste Attacken
Im Anstieg des Passo della Crocetta zerfiel die Ausreißergruppe. Im Hauptfeld griffen Ben Healy (EF Education-EasyPost) und Oscar Onley (DSM-Firmenich) an und schlossen noch vor der Passhöhe zur Spitze des Rennens auf, an der mit Nicolas Prodhomme und Martin Marcellusi nur noch zwei Fahrer verblieben waren. Im anschließenden Flachstück kamen zunächst weitere Fahrer der ehemaligen Ausreißergruppe hinzu, ehe sich Ben Healy auf den letzten ansteigenden Kilometern zur Zamba Alta gemeinsam mit Martin Marcellusi absetzte und gemeinsam mit dem Italiener in die Abfahrt ging. Mit einem Rückstand von rund einer Minute überquerte das Hauptfeld den höchsten Punkt des Rennens, wobei es auf dem Flachstück zu einem Sturz gekommen war, in den auch Richard Carapaz, Esteban Chaves (beide EF Education-EasyPost), Mikel Landa (Bahrain Victorious), Matteo Jorgenson, Gregor Mühlberger (beide Movistar) und Jakob Fuglsang (Israel-Premier Tech) involviert waren. Mikel Landa konnte nicht mehr zur Hauptgruppe aufschließen und gab das Rennen auf.
Vorentscheidung
Am Fuße des Passo di Ganda betrug der Vorsprung der beiden verbliebenen Ausreißer immer noch rund eine Minute, wobei sich Ben Healy rasch von seinem Fluchtgefährten lösen konnte. Nach einem Angriff von Adam Yates (UAE Team Emirates) und Julian Alaphilippe (Soudal Quick-Step) wurde der Ire als letzter Fahrer gestellt und viel im Anschluss zurück. Im Bemühen die Lücke zu den neuen Führenden zu schließen forcierte Attila Valter (Jumbo-Visma) das Tempo für seinen Teamkollegen Primož Roglič, wodurch die Hauptgruppe zerfiel. Es bildete sich etwa zur Hälfte des Anstiegs eine elf Fahrer umfassende Spitzengruppe in der mit Tadej Pogačar, Adam Yates (beide UAE Team Emirates), Primož Roglič (Jumbo-Visma), Richard Carapaz (EF Education-EasyPost), Alexander Wlassow (Bora-hansgrohe), Simon Yates, Chris Harper (beide Jayco AlUla), Carlos Rodríguez (Ineos Grenadiers), Michael Woods (Israel Premier-Tech), Andrea Bagioli und Fausto Masnada (Soudal Quick-Step) vertreten waren. Remco Evenepoel hingegen konnte dem Tempo nicht folgen und fiel bereits früh im letzten längeren Anstieg zurück.
Nach einem Antritt von Michael Woods teilte sich die Spitzengruppe in zwei Teile, wobei sowohl Tadej Pogačar als auch Primož Roglič in der angehängten Gruppe waren. Im Anschluss griff Tadej Pogačar an und schloss rasch zur Spitze des Rennens auf. Dort forcierte er das Tempo erneut und setzte sich gemeinsam mit Alexander Wlassow ab. Auf der Kuppe des Passo di Ganda schlossen jedoch sowohl Primož Roglič, als auch Simon Yates und Andrea Bagioli zu den beiden Spitzenreitern auf.
Finale
Auf den ersten flacheren Metern der Abfahrt trat Tadej Pogačar erneut an und konnte sich entscheidend von der Spitzengruppe absetzten. Dahinter waren sich die Verfolgung uneinig, wodurch mehrere Fahrer, wie auch Adam Yates, hinzukamen. Tadej Pogačar baute seinen Vorsprung in der Abfahrt auf mehr als 30 Sekunden aus und erreichte den Colle Aperto mit einem Vorsprung von rund einer Minute, obwohl er auf dem vorangegangenen Flachstück mit Krämpfen zu kämpfen hatte. Der Slowene gewann die Lombardei-Rundfahrt schlussendlich zum dritten Mal in Folge und wies im Ziel einen Vorsprung von 52 Sekunden auf. Im Sprint um Platz zwei setzte sich Andrea Bagioli vor Primož Roglič durch. Remco Evenepoel erreichte das Ziel in der zweiten Verfolgergruppe und belegte den neun Rang mit einem Rückstand von rund eineinhalb Minuten.
| Platz | Fahrer            | Nation | Team                     | Zeit                   |
| ----- | ----------------- | ------ | ------------------------ | ---------------------- |
| 01.   | Tadej Pogačar     | SLO    | UAE Team Emirates        | 5:55:33 h (40,16 km/h) |
| 02.   | Andrea Bagioli    | ITA    | Soudal Quick-Step        | + 0:52 min             |
| 03.   | Primož Roglič     | SLO    | Jumbo-Visma              | "                      |
| 04.   | Alexander Wlassow | RUS    | Bora-hansgrohe           | "                      |
| 05.   | Simon Yates       | GBR    | Team Jayco AlUla         | "                      |
| 06.   | Adam Yates        | GBR    | UAE Team Emirates        | "                      |
| 07.   | Carlos Rodríguez  | ESP    | Ineos Grenadiers         | "                      |
| 08.   | Richard Carapaz   | ECU    | EF Education-EasyPost    | + 1:06 min             |
| 09.   | Remco Evenepoel   | BEL    | Soudal Quick-Step        | + 1:26 min             |
| 10.   | Andreas Kron      | DEN    | Lotto Dstny              | "                      |
| 11.   | Romain Bardet     | FRA    | Team DSM                 | "                      |
| 12.   | Michael Woods     | CAN    | Israel-Premier Tech      | "                      |
| 13.   | Rui Costa         | POR    | Intermarché-Circus-Wanty | "                      |
| 14.   | Maxim Van Gils    | BEL    | Lotto Dstny              | + 1:30 min             |
| 15.   | Nick Schultz      | AUS    | Israel-Premier Tech      | + 1:50 min             |
| 16.   | Clément Berthet   | FRA    | AG2R Citroën Team        | "                      |
| 17.   | Chris Harper      | AUS    | Team Jayco AlUla         | "                      |
| 18.   | Lorenzo Fortunato | ITA    | Eolo-Kometa Cycling Team | "                      |
| 19.   | Marc Hirschi      | SUI    | UAE Team Emirates        | + 2:08 min             |
| 20.   | Fausto Masnada    | ITA    | Soudal Quick-Step        | + 2:10 min             |